# Maguda wollastoni
Maguda wollastoni là một loài bướm đêm trong họ Noctuidae.